# 116446 McDermid
116446 McDermid è un asteroide della fascia principale. Scoperto nel 2004, presenta un'orbita caratterizzata da un semiasse maggiore pari a 2,7692854 UA e da un'eccentricità di 0,0100006, inclinata di 1,77947° rispetto all'eclittica.